# For My Dear...
Singles de Ayumi Hamasaki
Trust
(1998) Depend on You
(1998)
For My Dear... est le 4e single de Ayumi Hamasaki sorti sous le label Avex Trax, en 1998, ou son 5e single au total en comptant Nothing from Nothing attribué à Ayumi.

## Présentation
Le single sort le 7 octobre 1998 au Japon sous le label Avex Trax, produit par Max Matsuura, au format "mini-CD" de 8 cm (ancienne norme des singles au Japon). Il ne sort que deux mois après le précédent single de la chanteuse : Trust. Il atteint la 9e place du classement de l'Oricon, et reste classé pendant sept semaines pour un total de 74 440 exemplaires vendus durant cette période ; c'est son deuxième single à entrer dans le top 10 de l'oricon. Comme les sept autres premiers singles de la chanteuse pour avex, il sera réédité au format "maxi-CD" de 12 cm le 28 février 2001 avec des versions remixées supplémentaires.
La chanson-titre a été utilisée comme thème musical pour une campagne publicitaire pour la marque Merenge Chocola. Elle figurera sur l'album A Song for XX de janvier 1999, puis sur la compilation A Complete: All Singles de 2008. Elle sera aussi réenregistrée dans une version orchestrale pour figurer sur l'album de remix Ayu-mi-x de 1999.

## Liste des titres
Toutes les paroles sont écrites par Ayumi Hamasaki, toute la musique est composée par Yasuhiko Hoshino.
| 1. | For My Dear...                    | 4:35 |
| 2. | For My Dear... (Acoustic Version) | 4:36 |
| 3. | For My Dear... (Instrumental)     | 4:35 |

## Réédition
Singles de Ayumi Hamasaki
Evolution
(2001) Never Ever
(2001)
For My Dear... est la réédition au format maxi-single en 2001 du quatrième single CD homonyme de Ayumi Hamasaki sorti sous le label Avex Trax en 1998.
Comme les sept autres premiers singles de la chanteuse pour avex, le single original était sorti initialement au format "mini-CD" de 8 cm (ancienne norme des singles au Japon), le 7 octobre 1998. Il est réédité le 28 février 2001 au format "maxi-single" de 12 cm (nouvelle norme au Japon), avec une pochette différente violette et quatre titres en supplément : trois versions remixées de titres de l'album A Song for XX déjà parues sur les éditions vinyles des singles A Song for XX, Friend II et As if..., et la version instrumentale de la version acoustique en "face B". Cette édition atteint la 33e place de l'Oricon et reste classée pendant deux semaines.
Toutes les paroles sont écrites par Ayumi Hamasaki, toute la musique est composée par Yasuhiko Hoshino sauf celle du titre N°4 par Mitsuru Igarashi.
| 1. | For My Dear...                                       | 4:35 |
| 2. | For My Dear... (Acoustic Version)                    | 4:36 |
| 3. | A Song for XX (she shell Reproduction)               | 4:56 |
| 4. | Friend II (Jazzy Jet Mix) (FRIEND II (JAZZY JET MIX) | 5:49 |
| 5. | As if… (dub's L.B.M remix)                           | 6:42 |
| 6. | For My Dear... (Instrumental)                        | 4:35 |
| 7. | For My Dear... (Acoustic Version) (Instrumental)     | 4:34 |

## Interprétations à la télévision
- Super Dream Live (9 octobre 1998)
- Pop Jam (17 octobre 1998)
- CDTV (24 octobre 1998)
- Music Station (30 octobre 1998)
- Hey! Hey! Hey! Music Champ (9 novembre 1998)
- Secret Live Concert (8 mai 1999)